# أليكس ماك جريجور
أليكس ماكغريغور Alex McGregor هي ممثلة من جنوب أفريقيا. من مواليد مدينة كيب تاون .أبناء عمومتها هم عارضات الأزياء الأخوات، كيري وتريسي مكجريجور.

## أبرز أفلامها
- Spud (film)|Spud as Christine (2010)
- House Party: Tonight's the Night as Morgan (2013)
- Young Ones (film)|Young Ones as Sooz (2014)
- Impunity (film)|Impunity as Echo (2014)
- The Gamechangers as Bridjet (2015)
- The Dark Tower (2017 film)|The Dark Tower (2017)[4]

## أبرز اعمالها التلفزيونية
- Charlie Jade بدور Young Gemma (2005)
- Of Kings and Prophets [2]
- Blood Drive (TV series)|Blood Drive بدور Karma (2017)

## وصلات خارجية
- أليكس ماك جريجور على موقع IMDb (الإنجليزية)
- أليكس ماك جريجور على موقع قاعدة بيانات الفيلم (الإنجليزية)

- أليكس ماك جريجور في قاعدة بيانات الأفلام على الإنترنت